# Rafał Antoniewski
Rafał Antoniewski (ur. 3 grudnia 1980 w Bielsku-Białej) – polski szachista, arcymistrz od 2010 roku.

## Kariera szachowa
Należał do ścisłej czołówki polskich juniorów, wielokrotnie uczestnicząc w finałach mistrzostw Polski we wszystkich kategoriach wiekowych oraz w mistrzostwach świata i Europy. Na swoim koncie posiada 3 złote (1995, 1996 – do lat 16 oraz 1997 – do lat 20) oraz 4 srebrne medale (1993, 1994 – do lat 14, 1996, 2000 – do lat 20). Dwukrotnie zajął IV miejsca na mistrzostwach Europy juniorów (Băile Herculane 1994 – do lat 14 i Żagań 1995 – do lat 16). W roku 1996 na Minorce był XII na mistrzostwach świata w kategorii do lat 16. W tym samym roku zwyciężył również w Karwinie. W 1997 r. triumfował w turnieju juniorów w Tallinnie. W 1999 r. zajął VI miejsce (najwyższe z Polaków) w jednym z najsilniejszych rozegranych w Polsce turniejów otwartych MK Cafe w Koszalinie, wypełniając pierwszą normę arcymistrzowską. W kolejnych turniejach open, w 2001 r. podzielił III miejsce w Tatranskich Zrubach, a w 2002 r. podzielił I miejsce w Leinfelden (wspólnie z Dmitrijem Bunzmannem). W 2003 r. zwyciężył w Davos, natomiast w 2004 r. – w międzynarodowych młodzieżowych mistrzostwach Niemiec w Deizisau. Kolejny sukces odniósł w roku 2005, zajmując I miejsce w kołowym turnieju w Solingen. W 2009 r. zwyciężył (wspólnie z Viktorem Erdősem) w Balatonlelle. W 2009 r. (podczas ekstraligi w Lublinie) i na przełomie 2009/10 roku (podczas słowackiej ekstraligi) wypełnił dwie kolejne normy na tytuł arcymistrza.
Kilkukrotnie startował w finałach indywidualnych mistrzostw Polski. Dwukrotnie (Lubniewice 2002 – w barwach klubu AZS UMCS Lublin oraz Katowice 2010 – w barwach klubu Pasjonat Dankowice) zdobył srebrne medale drużynowych mistrzostw Polski. W 2014 r. zdobył w Bydgoszczy srebrny medal mistrzostw Polski w szachach błyskawicznych.
Najwyższy ranking w dotychczasowej karierze osiągnął 1 lipca 2010 r., z wynikiem 2614 punktów zajmował wówczas 9. miejsce wśród polskich szachistów.